# 鵝掌藤
鵝掌藤（學名：Schefflera arboricola），又稱七葉蓮、七葉藤、狗腳蹄。五加科(Araliaceae)鴨腳木屬(Schefflera)的植物。屬於著生攀緣灌木，葉為掌狀複葉，互生。原產於海南島、廣東、廣西、臺灣、印度、澳洲……等，在台灣，主要分布於山麓至高地。可以作為中藥，有祛風除濕、活血、止痛、壯筋骨、消腫之效。治胃痛、風濕、痺痛、關節炎、跌打損傷。也是優良的觀葉植物，由於其不喜歡陽光，適合較高的樓屋住宅日照不足之處種植綠化。

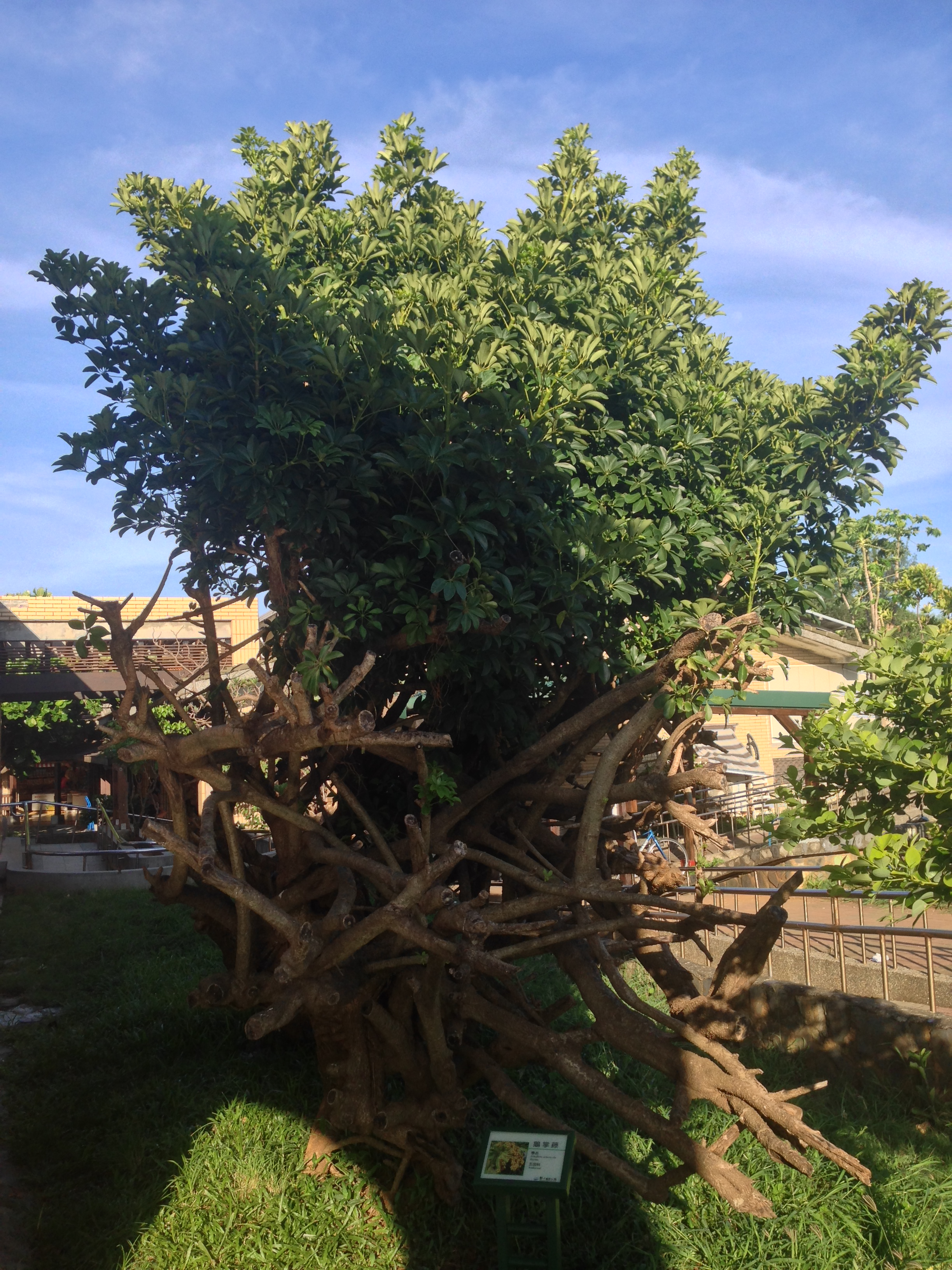
種於貓鼻頭公園的鵝掌藤。

早田文藏於台灣採集發現，具有附生性不同於鵝掌柴。

## 外部連結
- Fukubonsai（页面存档备份，存于）, information about Schefflera arboricola as indoor bonsai. （英文）